# 習志野市立東習志野小学校
習志野市立東習志野小学校（ならしのしりつ ひがしならしのしょうがっこう）は、千葉県習志野市東習志野にある公立小学校。通称は「東習」（とうなら）。

## 沿革
- 1969年4月 - 習志野市立東習志野小学校として新設創設
- 2014年8月 -B・C・D棟耐震工事完了予定

## 交通
- 京成本線実籾駅下車